# Leenderberg

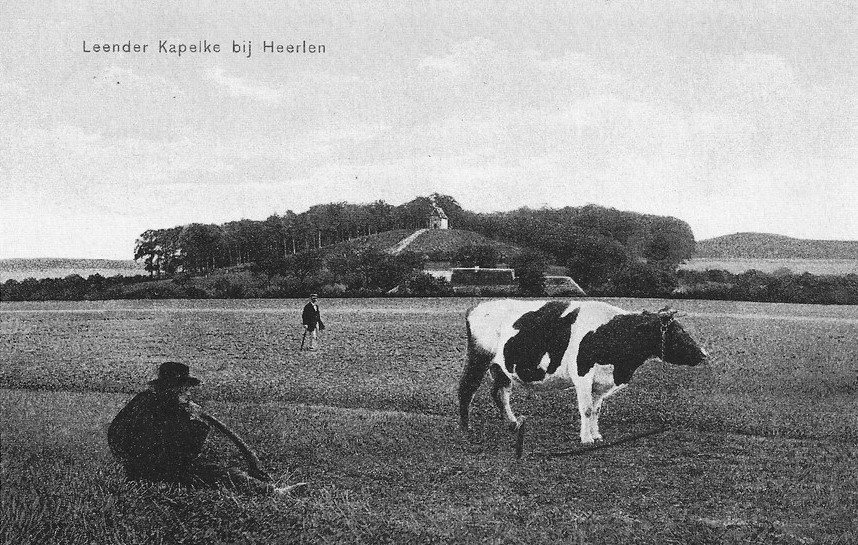
De Leenderkapel op Leenderberg in 1917

De Leenderberg is een heuvel en heuvelrug in Nederlands Zuid-Limburg in de gemeente Landgraaf. De heuvel ligt ten noordwesten van de wijk Leenhof in Schaesberg, ten oosten van de Heerlense wijk Schaesbergerveld en ten zuiden van Kakert.
Een deel van de heuvel en omliggende gebied bevindt zich in het Rijksbeschermd gezicht Heerlen-Landgraaf - Leenhof-Schaesberg.

## Geografie
De heuvelrug is een zuidwestelijke uitloper van het Plateau van Nieuwenhagen en onderdeel van het Plateau van Schaesberg en heeft een hoogte van 153 meter boven NAP. Ten noordwesten tot zuidwesten bevindt zich de laagte van het Bekken van Heerlen. In het zuidoosten verbindt een lage rug (het Plateau van Schaesberg) het Plateau van Nieuwenhagen met het zuidelijker gelegen Plateau van Spekholzerheide. Op de hellingen van de Leenderberg groeit een hellingbos, het Kapellerbos.

## Geschiedenis
In de Romeinse tijd bevond zich ten noorden van de heuvel de Romeinse villa Landgraaf-Schaesberg.
In latere tijden vormde de Heerlenseweg, die ten zuiden langs de heuvelrug loopt, een belangrijke wegverbinding tussen Nieuwenhagen op het plateau en Heerlen in de laagte. Ten noordwesten van de Leenderberg werd het Kasteel Schaesberg gebouwd, ten zuidwesten de Hoeve de Leenhof, op de heuvel de Leenderkapel en in het zuiden aan de voet van de heuvel de Onze-Lieve-Vrouw-van-de-berg-Karmelkerk.